# Museu de Minerais e Rochas (UFES)
Museu de Minerais e Rochas é um museu localizado em Vitória que possui como enfoque a ciência geológica, que integra o Departamento de Oceanografia e Ecologia, do Centro de Ciências Humanas e Naturais da Universidade Federal do Espírito Santo (UFES).

## História
O museu de minerais e rochas é localizado em Vitória, capital do Espírito Santo. O projeto é vinculado com o Departamento de Oceanografia e Ecologia, do Centro de Ciências Humanas e Naturais da Universidade Federal do Espírito Santo (UFES), no campus de Goiabeiras, e é parte de um projeto de extensão universitária.
Como parte da divulgação da produção acadêmica, o museu reúne um amplo acervo de minerais e rochas, com amostras das rochas mais comuns do estado do Espírito Santo e do Brasil, além de fósseis. Além do espaço de conservação, o museu auxilia às atividades didáticas teóricas e práticas de diversas disciplinas, como as de mineralogia e geologia, para os cursos de oceanografia, geografia, química e ciências biológicas e nele também são desenvolvidas atividades de pesquisa e de extensão.

### Acervo e atividades
Além das rochas e dos minerais, a coleção do museu ainda inclui minérios de metais, materiais de uso em siderurgia, cimento, cerâmica, construção civil, carvão mineral, petróleo e derivados, dentre outros.
Para além do atendimentos aos universitários da UFES, a instituição recebe alunos de escolas da região, incluindo crianças e adolescentes que procuram o museu para realizar atividades extraclasse.